# Chloris (Niobide)
Pour les articles homonymes, voir Chloris.
 (janvier 2025).

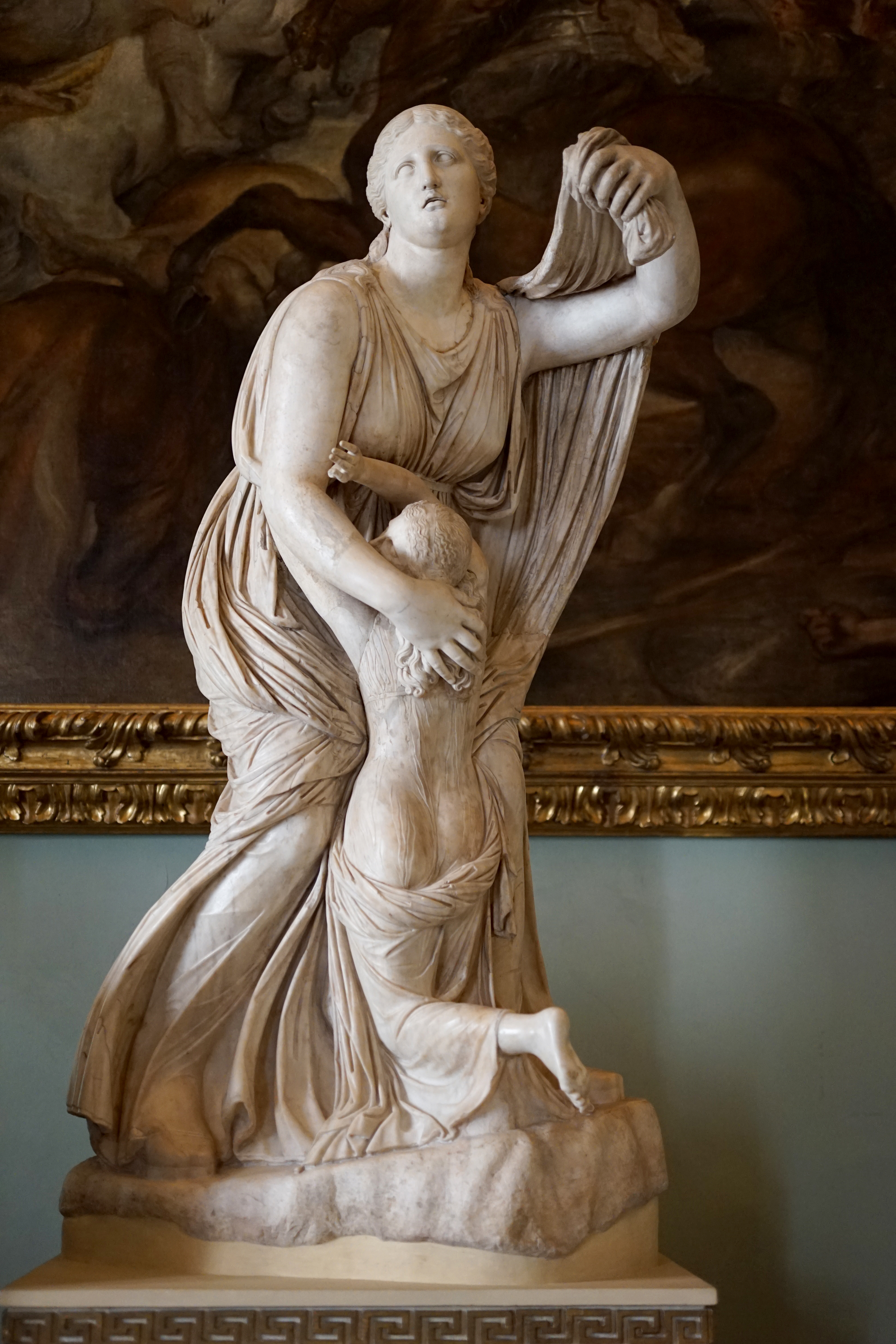
Niobé et sa fille la plus jeune, sculpture romaine en marbre, IIe siècle, galerie des Offices.

Dans la mythologie grecque, Chloris (en grec ancien Χλῶρις / Khlôris) est une Niobide, fille d'Amphion et de Niobé.
Selon Pausanias, elle s’appelle tout d’abord Mélibée (en grec ancien Μελίβοια / Melíboia). Lors du massacre de sa fratrie par Artémis et Apollon, elle et sa sœur Amycle (ou son frère Amyclas) sont épargné(e)s pour avoir imploré le pardon de Léto (Latone chez les romains). Elle en ressortit cependant pâle de frayeur, et parce qu’elle garda cette pâleur toute sa vie, on lui donna le nom de Chloris (du grec ancien χλωρός / khlōrós, « pâle, jaune verdâtre »). Les deux sœurs auraient ensuite fondé à Argos un temple en l'honneur de Léto.   
Chez Homère, elle est la fille d’un autre Amphion, fils d’Iasos et roi d’Orchomène et de Pylos. Elle était la plus jeune de ses filles, et en raison de sa très grande beauté, Nélée, roi de Pylos, offrit d’innombrables présents pour l’avoir comme épouse. Elle eut de Nélée, Nestor, Chromios, Périclymène et une fille Péro. Selon Apollodore, elle lui donne une fille, Péro, et douze fils, dont Périclymène, à qui Poséidon donna la capacité de se métamorphoser. Hormis Nestor, tous ses fils furent massacrés par Héraclès.

## Sources
- Pausanias, Description de la Grèce [détail des éditions] [lire en ligne] (II, 21, 8 à 10)
- Pseudo-Apollodore, Bibliothèque [détail des éditions] [lire en ligne] (I, 9, 9 ; III, 5, 6)
- Homère, Odyssée [détail des éditions] [lire en ligne] (XI, 282 et suiv.)
- Hygin, Fables [détail des éditions] [(la) lire en ligne] (X)